# Salsette (Schiff, 1908)
Die Salsette (II) war ein 1908 in Dienst gestelltes Passagierschiff der britischen Reederei Peninsular and Oriental Steam Navigation Company (P&O), das im Passagier- und Frachtverkehr von Großbritannien nach Indien eingesetzt wurde. Am 20. Juli 1917 wurde die Salsette südwestlich der Isle of Portland von einem deutschen U-Boot versenkt. 15 Menschen starben.

## Das Schiff
Das 5.842 BRT große Dampfschiff Salsette, das zweite P&O-Schiff mit diesem Namen, wurde auf der Werft Caird & Company im schottischen Port Glasgow gebaut und lief am 3. April 1908 vom Stapel. Der 134, 1 Meter lange und 16,2 Meter breite Dampfer hatte zwei Schornsteine, zwei Masten und zwei Propeller aus Bronze und wurde von zwei Vierfachexpansions-Dampfmaschinen angetrieben, die ihn auf 20 Knoten beschleunigen konnten. Am 2. Juli 1908 wurde die Salsette fertiggestellt. Fortan diente sie im Post- und Personen-Expressverkehr von Großbritannien nach Bombay via Aden. Die Passagierkapazität lag bei 140 Passagieren Erster und 121 Passagieren Zweiter Klasse. Dazu kamen 238 Besatzungsmitglieder in Friedenszeiten.
Mit ihrem weißen Schiffsrumpf, ihren gelb angestrichenen Schornsteinen und ihren 600 Bullaugen glich sie einer Yacht und wurde als eines der schönsten Schiffe mit einem geraden Steven beschrieben. Auf ihrer Jungfernfahrt brach die Salsette den bis dahin gültigen Rekord der schnellsten Überfahrt von Marseille nach Bombay und später noch den von Bombay nach Aden. Zwar rollte sie bei Höchstgeschwindigkeit und nahm dabei auch viel Wasser auf, trotzdem war sie bei der zahlenden Kundschaft sehr beliebt.
Nach Kriegsbeginn war es vor allem ihre hohe Geschwindigkeit, die sie vor Angriffen von U-Booten schützte. Mit ihren 20 Knoten war sie schneller als jedes U-Boot, das an der Oberfläche höchstens 13,5 Knoten und getaucht nur 7 Knoten machen konnte. Die 4,7-Zoll-Kanone, die man in ihrem Heck montiert hatte, kam nie zum Einsatz.

## Untergang
Am 20. Juli 1917 befand sich die Salsette mit 31 Passagieren, 20 Tonnen Fracht und 23 Postsäcken unter dem Kommando von Kapitän Albert Armitage auf dem Weg von London nach Marseille und Bombay, als sie rund 15 Seemeilen südwestlich von Portland Bill, der Südspitze der Isle of Portland an der englischen Südküste, von dem deutschen U-Boot UB 40 (Oberleutnant zur See Hans Howaldt) torpediert wurde. Der Maat Arthur Vaughn konnte noch die Blasenspur des Torpedos sehen und „hart nach Steuerbord“ rufen, aber für ein Ausweichmanöver war es zu spät.
Der Torpedo schlug mittschiffs auf der Steuerbordseite ein, wo er 15 Besatzungsmitglieder in den Kohlenbunkern und im Maschinenraum tötete. Die Detonation schleuderte eine Wassersäule 15 Meter hoch in die Luft, die mehrere Rettungsboote mit sich riss. Kapitän Armitage befahl die Evakuierung des Schiffs, die nach nur fünf Minuten abgeschlossen war. 45 Minuten nach der Torpedierung ging die Salsette unter. Nach dem Verlust seine Schiffs erhielt Armitage das Kommando über den P&O-Dampfer Karmala.
Das Wrack der Salsette liegt in etwa 32 Metern Tiefe auf seiner Backbordseite und ist heute ein beliebtes Tauchziel (Position 50° 29′ 44,2″ N, 2° 44′ 37,4″ W).